# Sah
Sah je bil v egipčanski mitologiji poosebljenje ozvezdja Orion. Njegova žena je bila Sopdet, poosebljenje zvezde Sirij. Tako Orion kot Sirij sta imela v egipčanski mitologiji zelo pomembno vlogo. Njima pripadajoči božanstvi sta bila Oziris in Izida.
V piramidnih besedilih iz Starega kraljestva je Sah pogosto omenjen kot »oče bogov«. Egipčani so verjeli, da faraoni po smrti odpotujejo v ozvezdje Orion.

## Sklica
1. 1 2  Wilkinson, Richard H. (2003). The Complete Gods and Goddesses of Ancient Egypt. London : Thames & Hudson. str. 127. COBISS 12865081. ISBN 0-500-05120-8.